# Хауард (Јужна Дакота)
Хауард (енгл. Howard) град је у америчкој савезној држави Јужна Дакота.

## Демографија
По попису из 2010. године број становника је 858, што је 213 (-19,9%) становника мање него 2000. године.
| Група             | 2000.         | 2010.       |
| Белци             | 1.040 (97,1%) | 833 (97,1%) |
| Афроамериканци    | 5 (0,5%)      | 0 (0,0%)    |
| Азијати           | 3 (0,3%)      | 1 (0,1%)    |
| Хиспаноамериканци | 14 (1,3%)     | 11 (1,3%)   |
| Укупно            | 1.071         | 858         |